# 赵彬
赵彬（1956年—），中华人民共和国外交官，2012年8月任中华人民共和国驻奥地利特命全权大使。